# Raorchestes sahai
Raorchestes sahai es una especie de anfibio anuro de la familia Rhacophoridae.

## Distribución geográfica
Esta especie es endémica del estado de Arunachal Pradesh en la India. Se encuentra en el distrito de Changlang.

## Etimología
Esta especie lleva el nombre en honor a Subhendu Sekhar Saha.

## Publicación original
- Sarkar & Ray, 2006: Amphibia. Fauna of Arunachal Pradesh, Zoological Survey of India, vol. 4, p. 285-316.[3]